# Algol (italienische Band)
Algol ist eine italienische Melodic-Death-Metal-Band aus Padua, die im Jahr 2000 gegründet wurde.

## Geschichte
Die Band wurde im Jahr 2000 gegründet. Im Jahr 2007 erschien in Eigenveröffentlichung das Debütalbum Wisdom Lost. Im April und Mai 2011 wurde das zweite Album Complex Shapes aufgenommen. Hierauf sind Paul Speckmann, Dan Swanö und Koen Romejin als Gastmusiker zu hören. Die Veröffentlichung fand 2012 über Punishment 18 Records statt. Bei demselben Label erschien 2016 das dritte Album Mind Fr@mes. In ihrer Karriere spielte Algol neben Konzerten in Italien auch welche in der Schweiz, in Tschechien, Slowenien und Polen und trat dabei zusammen mit Node, White Skull, Infernal Poetry, Master, Southwicked und Detonation auf.

## Stil
Laut Jan Wischkowski von metal.de spielt die Band auf Complex Shapes flotten Melodic Death Metal, der einen hohen Thrash-Metal-Anteil besitze und dadurch oft an Arch Enemy oder The Haunted erinnere. Deplatziert hingegen wirkte für ihn das Keyboard, das er als fast schon penetrant im Hintergrund klingend empfand. Der Song Dreams/Demise orientiere sich am Power Metal und setze Klargesang ein. Kire Jovanovski von metal-rules.com schrieb in seiner Rezension zu Mind Fr@mes, dass hierauf Melodic Death Metal enthalten ist, der durch Growls, schwere Gitarren-Riffs und ein aggressives Schlagzeugspiel geprägt sei.

## Diskografie
- 2004: Through Time and Space (Demo, Eigenveröffentlichung)
- 2007: The Wisdom Lost (Album, Eigenveröffentlichung)
- 2012: Complex Shapes (Album, Punishment 18 Records)
- 2016: Mind Fr@mes (Album, Punishment 18 Records)